# Gianluca Vizziello
Gianluca Vizziello (Policoro, 3 marzo 1980) è un pilota motociclistico italiano.

## Carriera
Vizziello fa il suo debutto in una competizione internazionale nel 2000 quando, a quattro gare dal termine, sostituisce Claudio Cipriani nel team GiMotorSport nell'Europeo Superstock. Raccoglie tredici punti che gli permettono di classificarsi al ventiquattresimo posto. Viene riconfermato per la stagione successiva, in sella ad una Yamaha YZF-R1, completa la stagione ottenendo cinquantanove punti e piazzandosi sesto in campionato. Sempre nel 2001 è vice-campione italiano Stock 1000. Il 2002 è per Vizziello la seconda stagione completa come pilota titolare nella Superstock 1000 FIM Cup, migliora le sue prestazioni collezionando cento punti e giungendo terzo in campionato. In questa stagione ottiene anche la prima vittoria nel Gran Premio di San Marino sul circuito di Misano Adriatico. Sempre nel 2002 si conferma vice-campione italiano Stock 1000. Nel 2003 si classifica sesto in campionato con settantanove punti all'attivo e tre piazzamenti a podio, in questa stessa stagione ottiene due podiː uno nella classe Superbike e uno nella classe Supersport del CIV. Nel 2004 cambia squadra passando al team Italia Lorenzini by Leoni, pur utilizzando sempre una Yamaha. La stagione è caratterizzata da un duello per il titolo con il compagno di squadra Lorenzo Alfonsi, risoltasi a favore di quest'ultimo proprio all'ultima gara. Vizziello chiude la stagione al secondo posto staccato di nove punti dal vincitore, riesce comunque ad ottenere sette piazzamenti a podio in sette gare disputate, di cui quattro vittorie, tre giri veloci in gara e quattro pole position. Nella stessa stagione si classifica quarto nel campionato italiano.
Nel 2005 viene promosso pilota titolare nel mondiale Superbike alla guida di una Yamaha YZF-R1 del team Italia Lorenzini by Leoni. Partecipa a ventuno delle ventitré gare del mondiale totalizzando nove punti e il ventottesimo posto assoluto in classifica. Nella stessa stagione e con lo stesso team, è sesto nel CIV Superbike con una vittoria e due pole position.
Nel 2006 si trasferisce nel mondiale Supersport, alla guida di una Yamaha YZF-R6 dello Yamaha Team Italia, il compagno di squadra è Massimo Roccoli. Vizziello si classifica al nono posto nel mondiale totalizzando sessantanove punti. Nella stessa stagione lotta per il titolo italiano Supersport giungendo secondo ad un solo punto di distacco da Roccoli ma con un maggior numero di vittorie nei singoli Gran Premi. Nel 2007 cambia squadra, passando al RG Team, pur guidando sempre una Yamaha. Le prestazioni sono in linea con quelle della stagione precedente, Vizziello chiude infatti in decima posizione con sessanta punti all'attivo. Nella stessa stagione e con la stessa squadra del mondiale, è pilota titolare nel CIV dove lotta per il titolo. Conquista quattro pole position su sei gare in calendario, cinque piazzamenti a podio tra cui una vittoria e chiude al terzo posto in classifica. Nel 2008 cambia moto passando ad una Honda CBR600RR con i team Barry Racing e Benjan Racing. Le prestazioni sono in linea con quelle delle stagioni precedenti, Vizziello infatti ottiene lo stesso numero di punti del 2007. Risultato di rilievo è il giro veloce ottenuto nel Gran Premio d'Olanda ad Assen. Nel 2009 inizia il quarto anno consecutivo come pilota titolare nel mondiale Supersport, stavolta con il team Stiggy Racing e con Anthony West come compagno di squadra. Chiude la stagione al diciottesimo posto con ventinove punti ottenuti. Nel 2010 partecipa ai Gran Premi italiani del mondiale Supersport, in qualità di wild card, con una Honda del team Velmotor 2000 riuscendo ad andare a punti in entrambe le gare. Nella stessa stagione vince due gare e si classifica quinto nel campionato Italiano Supersport. L'ultima apparizione di Vizziello nel mondiale Supersport risale alla stagione 2011 quando partecipa al Gran Premio di Portogallo, con una Honda del team Kuja Racing, chiude la gara al ventesimo posto. Nella stessa stagione è pilota titolare nel CIV Stock 1000 dove prende punti in tutte le gare e chiude al nono posto in classifica. Nel 2012 disputa la gara finale del CIV Supersport chiudendola al sesto posto.
Nel 2013 è pilota titolare nel CIV Superbike, con una BMW S1000RR del team Moto x Racing, conclude la stagione al settimo posto con cinquantatré punti. Nel 2014 con lo stesso team della stagione precedente, conquista una vittoria e chiude al quinto posto in classifica. Inizia la stagione 2015 nel campionato Italiano Superbike con una BMW per poi passare al mondiale Superbike, in quanto viene chiamato dal team Grillini a sostituire il connazionale Niccolò Canepa (trasferitosi a sua volta nel team Althea). Partecipa dunque alle ultime dodici gare del campionato con una Kawasaki ZX-10R, totalizza tredici punti che gli valgono il ventiseiesimo posto in classifica mondiale. Nel 2016 torna nel mondiale Superbike come sostituto dell'infortunato Román Ramos alla guida della Kawasaki del team Go Eleven, partecipando ai Gran Premi d'Italia a Imola e di Malaysia a Sepang. A partire dal Gran Premio di Misano Adriatico passa a correre per il team Grillini Racing. Chiude due volte in zona punti: gara 2 al Lausitzring in Germania e gara 2 a Jerez in Spagna. Chiude la stagione al ventottesimo posti in classifica piloti. Nel 2017 prende parte alle prime due gare del campionato Italiano Velocità, classe Supersport, con una Kawasaki ZX-6R, conquistando due punti.

## Risultati in gara

### Campionato mondiale Superbike
| 2005 | Moto   |    |    |     |     |    |    |    |     |  |  |    |     |    |     |    |    |    |     |     |     |    |    |     |    |  |  |  |  | Punti | Pos. |
| ---- | ------ | -- | -- | --- | --- | -- | -- | -- | --- |  |  | -- | --- | -- | --- | -- | -- | -- | --- | --- | --- | -- | -- | --- | -- |  |  |  |  | ----- | ---- |
| 2005 | Yamaha | 19 | 17 | Rit | Rit | 16 | 14 | 21 | Rit |  |  | 17 | Rit | 21 | Rit | 17 | 17 | 16 | Rit | Rit | Rit | 10 | AN | Rit | 14 |  |  |  |  | 9     | 28º  |

| 2015 | Moto     |  |  |  |  |  |  |  |  |  |  |  |  |  |  |    |    |    |    |     |    |    |    |    |    |    |    |  |  | Punti | Pos. |
| ---- | -------- |  |  |  |  |  |  |  |  |  |  |  |  |  |  | -- | -- | -- | -- | --- | -- | -- | -- | -- | -- | -- | -- |  |  | ----- | ---- |
| 2015 | Kawasaki |  |  |  |  |  |  |  |  |  |  |  |  |  |  | 20 | 19 | 15 | 14 | Rit | 17 | 22 | 17 | 11 | 17 | 15 | 12 |  |  | 13    | 26º  |

| 2016 | Moto     |  |  |  |  |  |  |  |  |    |     |    |    |  |  |    |     |    |    |    |    |    |    |    |    |    |    |  |  | Punti | Pos. |
| ---- | -------- |  |  |  |  |  |  |  |  | -- | --- | -- | -- |  |  | -- | --- | -- | -- | -- | -- | -- | -- | -- | -- | -- | -- |  |  | ----- | ---- |
| 2016 | Kawasaki |  |  |  |  |  |  |  |  | NQ | Rit | 18 | 16 |  |  | 20 | Rit | NC | 17 | 19 | 13 | 21 | 17 | 16 | 15 | 21 | 17 |  |  | 4     | 28º  |

| Legenda | 1º posto        | 2º posto            | 3º posto           | A punti      | Senza punti        | Grassetto – Pole position Corsivo – Giro più veloce |
| Legenda | Gara non valida | Non qual./Non part. | Ritirato/Non class | Squalificato | '-' Dato non disp. | Grassetto – Pole position Corsivo – Giro più veloce |

### Campionato mondiale Supersport
| 2006 | Moto   |   |    |   |     |     |   |   |     |   |   |   |     |  |  | Punti | Pos. |
| ---- | ------ | - | -- | - | --- | --- | - | - | --- | - | - | - | --- |  |  | ----- | ---- |
| 2006 | Yamaha | 9 | 13 | 9 | Rit | Rit | 7 | 5 | Rit | 7 | 6 | 4 | Rit |  |  | 69    | 9º   |

| 2007 | Moto   |    |     |    |    |    |    |   |   |     |    |    |   |   |  | Punti | Pos. |
| ---- | ------ | -- | --- | -- | -- | -- | -- | - | - | --- | -- | -- | - | - |  | ----- | ---- |
| 2007 | Yamaha | 15 | Rit | 12 | 11 | 18 | 20 | 5 | 9 | Rit | 11 | 13 | 5 | 4 |  | 60    | 10º  |

| 2008 | Moto  |    |   |    |   |     |    |    |    |    |    |    |    |   |  | Punti | Pos. |
| ---- | ----- | -- | - | -- | - | --- | -- | -- | -- | -- | -- | -- | -- | - |  | ----- | ---- |
| 2008 | Honda | 10 | 8 | 12 | 8 | Rit | 14 | 11 | 12 | 12 | 11 | 15 | 11 | 8 |  | 60    | 11º  |

| 2009 | Moto  |     |    |    |     |    |    |    |    |   |    |    |  |  |  | Punti | Pos. |
| ---- | ----- | --- | -- | -- | --- | -- | -- | -- | -- | - | -- | -- |  |  |  | ----- | ---- |
| 2009 | Honda | Rit | 14 | 11 | Rit | 14 | 17 | 15 | 11 | 7 | 14 | 13 |  |  |  | 29    | 18º  |

| 2010 | Moto  |  |  |  |  |    |  |  |  |  |  |  |    |  |  | Punti | Pos. |
| ---- | ----- |  |  |  |  | -- |  |  |  |  |  |  | -- |  |  | ----- | ---- |
| 2010 | Honda |  |  |  |  | 12 |  |  |  |  |  |  | 10 |  |  | 10    | 20º  |

| 2011 | Moto  |  |  |  |  |  |  |  |  |  |  |  |    |  |  | Punti | Pos. |
| ---- | ----- |  |  |  |  |  |  |  |  |  |  |  | -- |  |  | ----- | ---- |
| 2011 | Honda |  |  |  |  |  |  |  |  |  |  |  | 20 |  |  | 0     |      |

| Legenda | 1º posto        | 2º posto            | 3º posto           | A punti      | Senza punti        | Grassetto – Pole position Corsivo – Giro più veloce |
| Legenda | Gara non valida | Non qual./Non part. | Ritirato/Non class | Squalificato | '-' Dato non disp. | Grassetto – Pole position Corsivo – Giro più veloce |